# Sua Alteza Ilustríssima

Ilustração de um coronel de Erlauchtkrone

Sua Alteza Ilustríssima (S.A.Ilmª) é o tratamento utilizado para vários membros da aristocracia europeia. Provém da palavra alemã Erlaucht ("Ilustre").

## Uso

### Antigo
A palavra alemã-média Erlaucht, modernamente (em alemão:  erleuchtet), é similar ao que seria, mais tarde, o pronome de tratamento Durchlaucht, que foi reservado para os Reichsfürsten (Príncipes do Sacro Império Romano-Germânico).

### Moderno
A partir da Idade Moderna, o estilo Erlaucht tem sido utilizado por membros de Famílias comitais (Reichsgrafen) os quais como a semelhança do  Reichsfürsten, são ranqueados com o status de Imediatidade imperial.
Estas famílias mantiveram isso após a mediatização alemã de 1802-1803, confirmado pelo Bundesversammlung da Confederação Germânica, em 1828.
O estilo também foi adotado por ramos cadetes de algumas Famílias Principescas como Lippe-Biesterfeld Colloredo-Mansfeld, Fugger, Khevenhüller, Salm, Schönburg, Starhemberg, Stolberg, Waldburg e Waldeck-Pyrmont. Famílias Condais Mediatizadas são intituladas Hochgeboren.
Por vezes é usada para traduzir a palavra russa Ssiatelstvo (Сиятельство), um estilo utilizado por membros de algumas famílias da aristocracia russa (também por vezes traduzido como Alteza Sereníssima).

## Literatura
Heinz Gollwitzer, Die Standesherren, Göttingen ²1964. (em alemão)